# Aar-Salzböde-Bahn
| |                                                  |                                                  |                                                  |
| Streckennummer (DB): | 3953                                             |                                                  |                                                  |
| Kursbuchstrecke (DB): | 624 (1992–2001) 368 (1972–1992) 251b (1950–1972) |                                                  |                                                  |
| Kursbuchstrecke: | 166b (1934–1940) 194b (1941–1950)                |                                                  |                                                  |
| Streckenlänge: | 43,0 km                                          |                                                  |                                                  |
| Spurweite: | 1435 mm (Normalspur)                             |                                                  |                                                  |
| |                                                  |                                                  |                                                  |
| \| \| \| Main-Weser-Bahn von Marburg \| \| \| \| 0,0 \| Niederwalgern (Keilbahnhof) \| Niederwalgern (Keilbahnhof) \| \| \| \| Main-Weser-Bahn nach Gießen \| \| \| \| 4,1 \| Damm („Lager“) (zuletzt Hp) \| Damm („Lager“) (zuletzt Hp) \| \| \| 5,1 \| Damm Dorf (zuletzt Hp) \| Damm Dorf (zuletzt Hp) \| \| \| 6,8 \| Lohra (zuletzt Hp) \| Lohra (zuletzt Hp) \| \| \| 9,8 \| Mornshausen (zuletzt Hp) \| Mornshausen (zuletzt Hp) \| \| \| 10,8 \| Gladenbach \| Gladenbach \| \| \| 12,0 \| Erdhausen (zuletzt Hp) \| Erdhausen (zuletzt Hp) \| \| \| 12,4 \| Salzböde \| Salzböde \| \| \| \| \| \| \| \| 13,3 \| Weidenhausen (Kr. Biedenkopf) (zuletzt Hp) \| Weidenhausen (Kr. Biedenkopf) (zuletzt Hp) \| \| \| \| \| \| \| \| 16,2 \| Wommelshausen (zuletzt Hp) \| Wommelshausen (zuletzt Hp) \| \| \| 16,5 \| Wommelshäuser Viadukt (46 m) \| Wommelshäuser Viadukt (46 m) \| \| \| \| \| \| \| \| 16,9 \| Endbacher Viadukt (175 m), „Salzbödebrücke“ \| Endbacher Viadukt (175 m), „Salzbödebrücke“ \| \| \| \| \| \| \| \| 17,8 \| Bad Endbach (zuletzt Hp) \| Bad Endbach (zuletzt Hp) \| \| \| 19,3 \| Hartenrod (Kr. Biedenkopf) \| 344 m \| \| \| \| \| \| \| \| 20,1 \| Hartenroder Viadukt (150 m), „Schlierbachbrücke“ \| Hartenroder Viadukt (150 m), „Schlierbachbrücke“ \| \| \| \| \| \| \| \| 21,7 \| Hartenroder Tunnel (700 m) \| Hartenroder Tunnel (700 m) \| \| \| 23,1 \| Oberndorf (zuletzt Hp) \| Oberndorf (zuletzt Hp) \| \| \| 24,7 \| Eisemroth (zuletzt Hp) \| Eisemroth (zuletzt Hp) \| \| \| 24,9 \| Eisemrother Viadukt \| Eisemrother Viadukt \| \| \| 27,6 \| Übernthal (zuletzt Hp) \| Übernthal (zuletzt Hp) \| \| \| 30,8 \| Bischoffen \| Bischoffen \| \| \| 32,5 \| Aar \| Aar \| \| \| 33,1 \| Offenbach (Dillkr) (zuletzt Hp) \| Offenbach (Dillkr) (zuletzt Hp) \| \| \| 35,1 \| Bicken (Dillkr) (zuletzt Hp) \| Bicken (Dillkr) (zuletzt Hp) \| \| \| 36,7 \| Ballersbach (zuletzt Hp) \| Ballersbach (zuletzt Hp) \| \| \| 38,3 \| Aar \| Aar \| \| \| 39,0 \| Herbornseelbach (zuletzt Hp) \| Herbornseelbach (zuletzt Hp) \| \| \| 40,9 \| Burg (Dillkr) (zuletzt Hp) \| Burg (Dillkr) (zuletzt Hp) \| \| \| 41,5 \| Aar \| Aar \| \| \| 41,6 \| Dillstrecke von Siegen \| Dillstrecke von Siegen \| \| \| \| Westerwaldquerbahn v. Westerburg (ÜW) \| \| \| \| 43,0 \| Herborn (Dillkr) \| Herborn (Dillkr) \| \| \| \| Dillstrecke nach Wetzlar \| \| \| \| \| \| \| \| Quellen: [1][2] \| \| \| \| |                                                  |                                                  |                                                  |
| |                                                  | Main-Weser-Bahn von Marburg                      |                                                  |
| Bahnhof | 0,0                                              | Niederwalgern (Keilbahnhof)                      | Niederwalgern (Keilbahnhof)                      |
| Abzweig ehemals geradeaus und nach links |                                                  | Main-Weser-Bahn nach Gießen                      | Main-Weser-Bahn nach Gießen                      |
| Haltepunkt / Haltestelle (Strecke außer Betrieb) | 4,1                                              | Damm („Lager“) (zuletzt Hp)                      | Damm („Lager“) (zuletzt Hp)                      |
| Haltepunkt / Haltestelle (Strecke außer Betrieb) | 5,1                                              | Damm Dorf (zuletzt Hp)                           | Damm Dorf (zuletzt Hp)                           |
| Bahnhof (Strecke außer Betrieb) | 6,8                                              | Lohra (zuletzt Hp)                               | Lohra (zuletzt Hp)                               |
| Haltepunkt / Haltestelle (Strecke außer Betrieb) | 9,8                                              | Mornshausen (zuletzt Hp)                         | Mornshausen (zuletzt Hp)                         |
| Bahnhof (Strecke außer Betrieb) | 10,8                                             | Gladenbach                                       | Gladenbach                                       |
| Haltepunkt / Haltestelle (Strecke außer Betrieb) | 12,0                                             | Erdhausen (zuletzt Hp)                           | Erdhausen (zuletzt Hp)                           |
| Brücke über Wasserlauf (Strecke außer Betrieb) | 12,4                                             | Salzböde                                         | Salzböde                                         |
| |                                                  |                                                  |                                                  |
| Bahnhof (Strecke außer Betrieb) | 13,3                                             | Weidenhausen (Kr. Biedenkopf) (zuletzt Hp)       | Weidenhausen (Kr. Biedenkopf) (zuletzt Hp)       |
| |                                                  |                                                  |                                                  |
| Haltepunkt / Haltestelle (Strecke außer Betrieb) | 16,2                                             | Wommelshausen (zuletzt Hp)                       | Wommelshausen (zuletzt Hp)                       |
| Brücke (Strecke außer Betrieb) | 16,5                                             | Wommelshäuser Viadukt (46 m)                     | Wommelshäuser Viadukt (46 m)                     |
| |                                                  |                                                  |                                                  |
| Brücke über Wasserlauf (Strecke außer Betrieb) | 16,9                                             | Endbacher Viadukt (175 m), „Salzbödebrücke“      | Endbacher Viadukt (175 m), „Salzbödebrücke“      |
| |                                                  |                                                  |                                                  |
| Haltepunkt / Haltestelle (Strecke außer Betrieb) | 17,8                                             | Bad Endbach (zuletzt Hp)                         | Bad Endbach (zuletzt Hp)                         |
| Bahnhof (Strecke außer Betrieb) | 19,3                                             | Hartenrod (Kr. Biedenkopf)                       | 344 m                                            |
| |                                                  |                                                  |                                                  |
| | 20,1                                             | Hartenroder Viadukt (150 m), „Schlierbachbrücke“ | Hartenroder Viadukt (150 m), „Schlierbachbrücke“ |
| |                                                  |                                                  |                                                  |
| Tunnel (Strecke außer Betrieb) | 21,7                                             | Hartenroder Tunnel (700 m)                       | Hartenroder Tunnel (700 m)                       |
| Haltepunkt / Haltestelle (Strecke außer Betrieb) | 23,1                                             | Oberndorf (zuletzt Hp)                           | Oberndorf (zuletzt Hp)                           |
| Bahnhof (Strecke außer Betrieb) | 24,7                                             | Eisemroth (zuletzt Hp)                           | Eisemroth (zuletzt Hp)                           |
| | 24,9                                             | Eisemrother Viadukt                              | Eisemrother Viadukt                              |
| Haltepunkt / Haltestelle (Strecke außer Betrieb) | 27,6                                             | Übernthal (zuletzt Hp)                           | Übernthal (zuletzt Hp)                           |
| Bahnhof (Strecke außer Betrieb) | 30,8                                             | Bischoffen                                       | Bischoffen                                       |
| Brücke über Wasserlauf (Strecke außer Betrieb) | 32,5                                             | Aar                                              | Aar                                              |
| Haltepunkt / Haltestelle (Strecke außer Betrieb) | 33,1                                             | Offenbach (Dillkr) (zuletzt Hp)                  | Offenbach (Dillkr) (zuletzt Hp)                  |
| Haltepunkt / Haltestelle (Strecke außer Betrieb) | 35,1                                             | Bicken (Dillkr) (zuletzt Hp)                     | Bicken (Dillkr) (zuletzt Hp)                     |
| Haltepunkt / Haltestelle (Strecke außer Betrieb) | 36,7                                             | Ballersbach (zuletzt Hp)                         | Ballersbach (zuletzt Hp)                         |
| Brücke über Wasserlauf (Strecke außer Betrieb) | 38,3                                             | Aar                                              | Aar                                              |
| Bahnhof (Strecke außer Betrieb) | 39,0                                             | Herbornseelbach (zuletzt Hp)                     | Herbornseelbach (zuletzt Hp)                     |
| Bahnhof (Strecke außer Betrieb) | 40,9                                             | Burg (Dillkr) (zuletzt Hp)                       | Burg (Dillkr) (zuletzt Hp)                       |
| Brücke über Wasserlauf (Strecke außer Betrieb) | 41,5                                             | Aar                                              | Aar                                              |
| Abzweig ehemals geradeaus und von rechts | 41,6                                             | Dillstrecke von Siegen                           | Dillstrecke von Siegen                           |
| Abzweig geradeaus und ehemals von rechts |                                                  | Westerwaldquerbahn v. Westerburg (ÜW)            | Westerwaldquerbahn v. Westerburg (ÜW)            |
| Bahnhof | 43,0                                             | Herborn (Dillkr)                                 | Herborn (Dillkr)                                 |
| |                                                  | Dillstrecke nach Wetzlar                         |                                                  |
| |                                                  |                                                  |                                                  |
| Quellen: |                                                  |                                                  |                                                  |

Die Aar-Salzböde-Bahn war eine eingleisige, nicht elektrifizierte Nebenbahn im Landkreis Marburg-Biedenkopf und im Lahn-Dill-Kreis.
Der Regelbetrieb auf dem letzten Reststück wurde im Jahr 2001 eingestellt, weshalb der Fahrgastverband Pro Bahn die Strecke als „erstes Opfer hessischer ÖPNV-Gesetzgebung“ bezeichnete. Seit 2018 wird in der Öffentlichkeit wieder über eine Reaktivierung der Teilstrecke Hartenrod–Niederwalgern unter dem Namen Salzbödetalbahn / Salzbödebahn diskutiert. Ausgangspunkt hierfür ist eine Initiative des Regionalen Nahverkehrsverbandes Marburg-Biedenkopf (RNV), des Rhein-Main-Verkehrsverbundes (RMV) sowie der Anrainerkommunen.

## Strecke

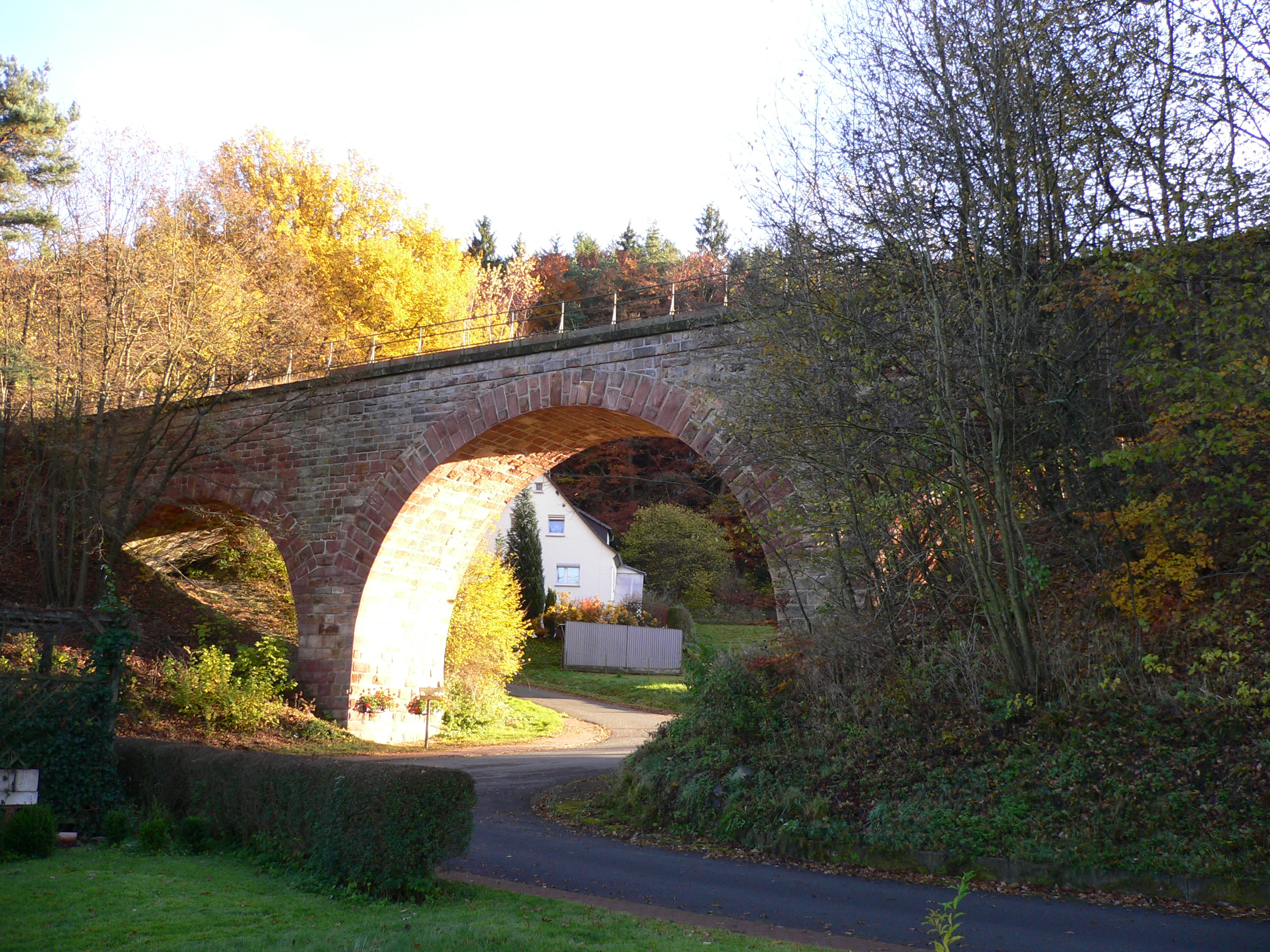
Viadukt bei Wommelshausen-Hütte

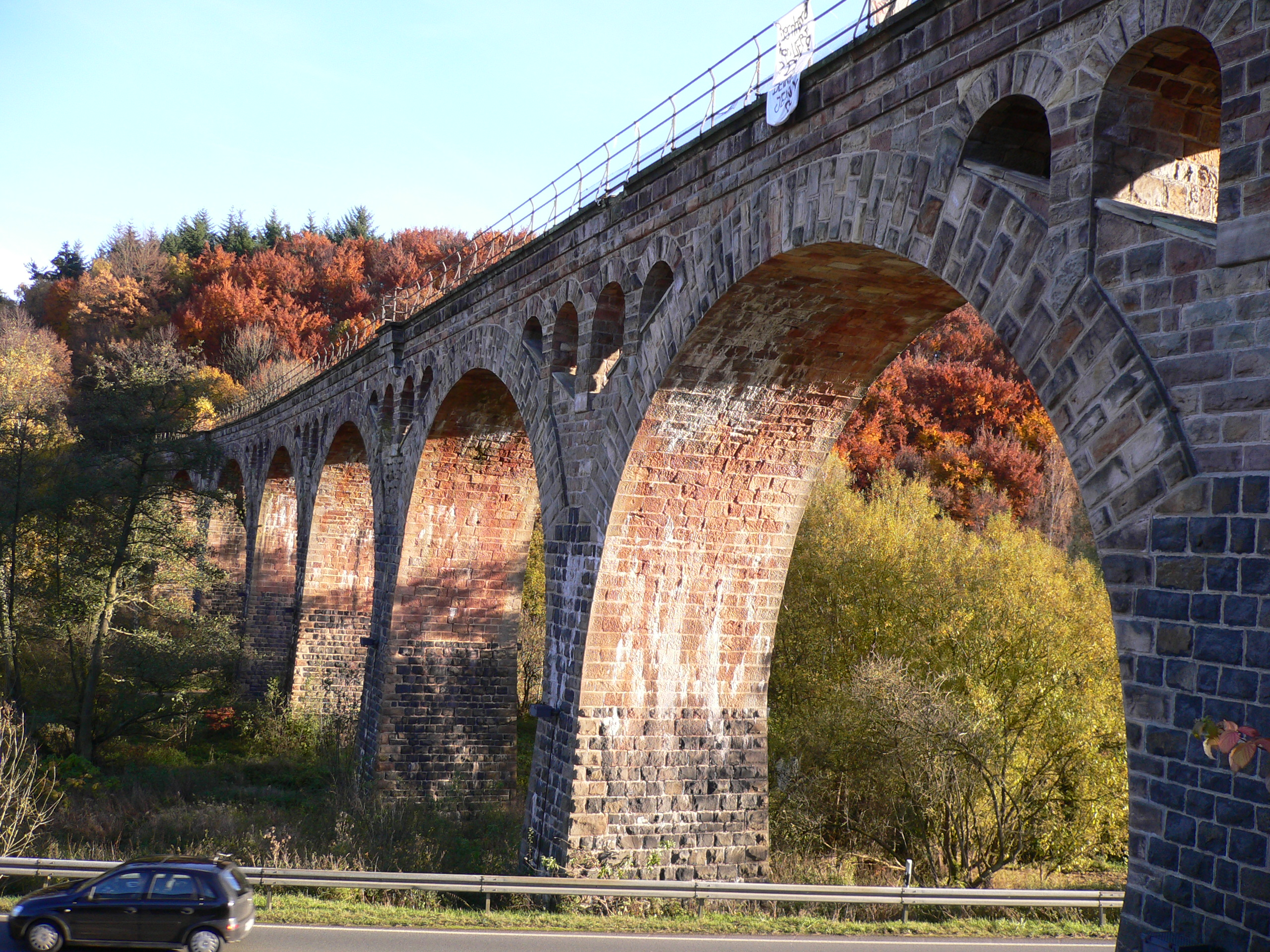
Viadukt bei Endbach

Die Strecke verlief von Niederwalgern über Gladenbach und Bad Endbach nach Herborn. Sie zweigte in Niederwalgern von der Main-Weser-Bahn ab und mündete in Herborn in die Dillstrecke.
Die strukturpolitisch wichtige Bahnstrecke verband so das Hinterland mit dem überregionalen Schienenverkehr auf diesen beiden Hauptbahnen. Sie durchquerte dabei die abwechslungsreiche Mittelgebirgslandschaft des Gladenbacher Berglandes östlich des Westerwaldes und südöstlich des Rothaargebirges.

## Geschichte

### Entstehung
Ab 1890 arbeitete man an der neuen Strecke, am 12. Mai 1894 wurde das erste Teilstück der Aar-Salzböde-Bahn von Niederwalgern nach Weidenhausen in Betrieb genommen. Die Eröffnung des zweiten Abschnitts zwischen Weidenhausen und Hartenrod erfolgte sieben Jahre später am 15. Juli 1901.

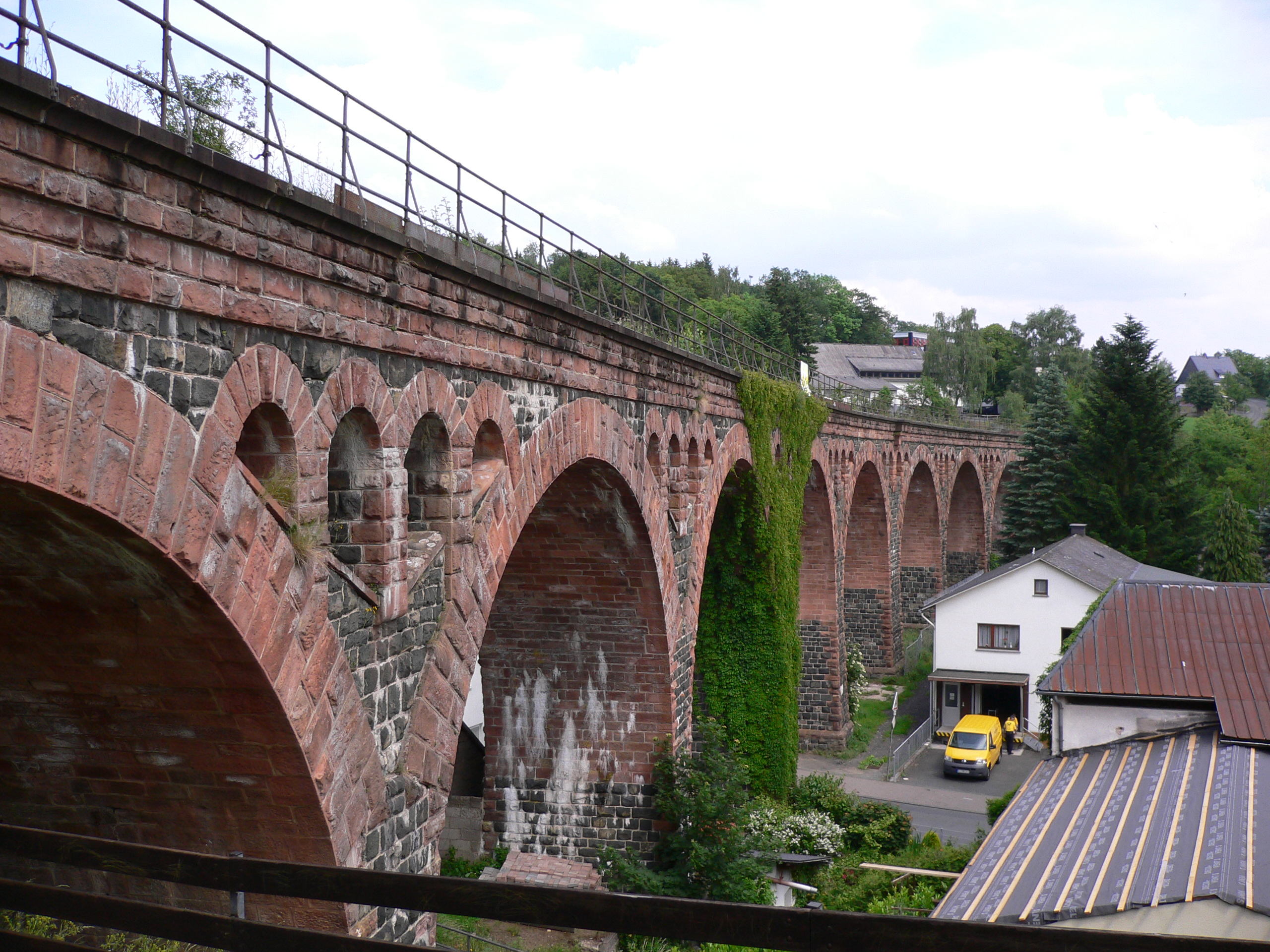
Viadukt in Hartenrod

Nachdem kurze Zeit später der Tunnel und der Viadukt über das Schlierbacher Tal in Hartenrod fertiggestellt waren, konnte am 1. August 1902 auch der letzte Abschnitt zwischen Hartenrod und Herborn in Betrieb genommen werden. Das Teilstück Wommelshausen bis Eisemroth war wegen der drei Viadukte bei Wommelshausen-Hütte, Endbach und in Hartenrod sehr aufwändig. Am 24. Juli 1899 fand die Grundsteinlegung für das sogenannte Salzbödeviadukt bei Endbach statt. „Zu den Ausschachtungsarbeiten hatte der Unternehmer fast nur polnische Arbeiter, wogegen zu den Maurer- und sonstigen Arbeiten fast nur italienische. Trotz der verschiedenen Sprachen, welche von den Arbeitern gesprochen wurden, ging die Arbeit bis jetzt einheitlich und ohne Störung voran“.

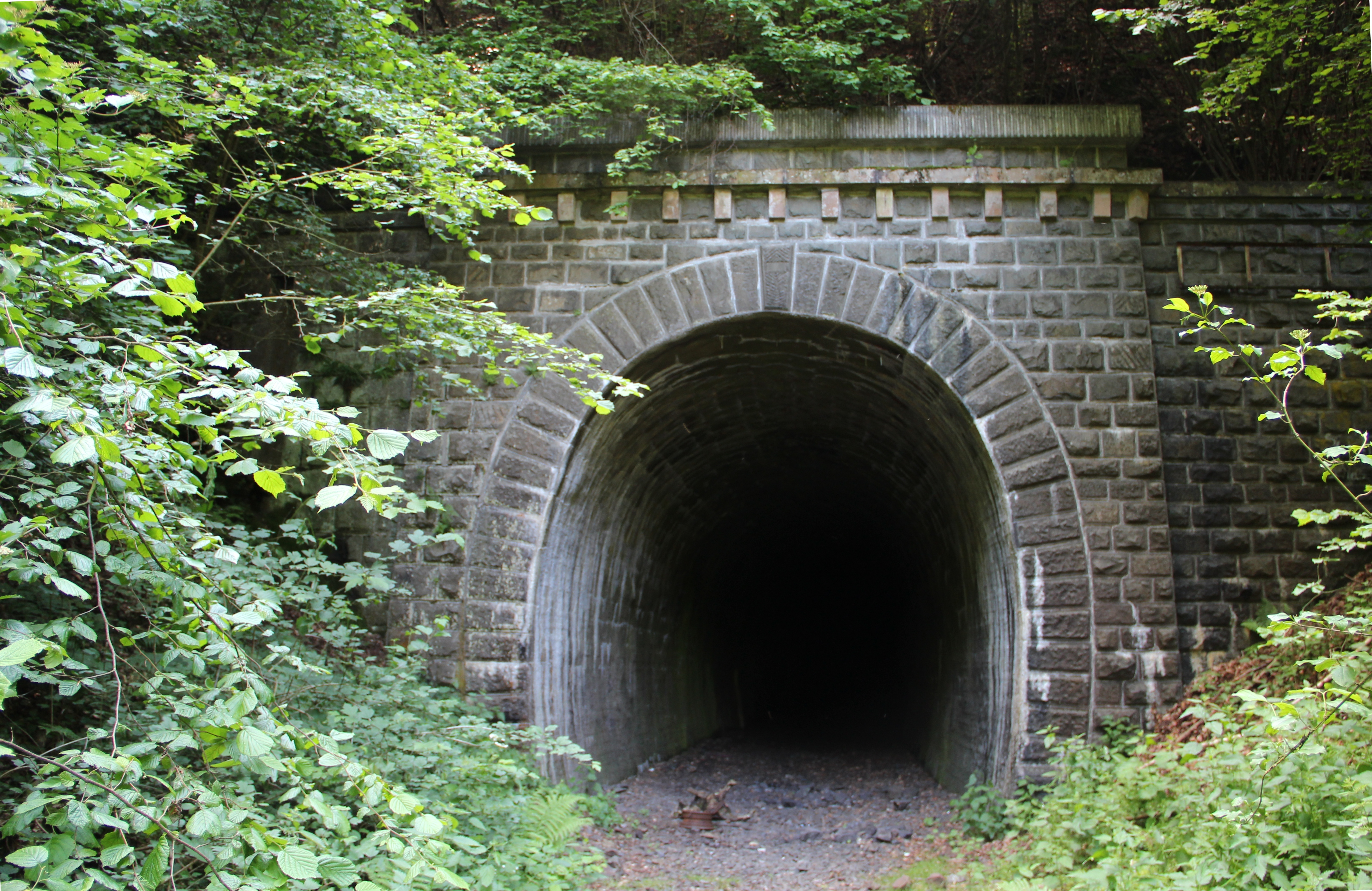
Tunneleingang bei Hartenrod

Der Viadukt bei Endbach hat neun Bögen, ist 175 Meter lang und 18 Meter hoch. Geplant wurde der in einer Kurve liegende Steinviadukt von den Eisenbauinspektoren Hentzen und Pietig. Der Viadukt ist heute ein Wahrzeichen für Bad Endbach. In gleicher Bauweise entstand die etwas höhere Brücke über das Schlierbachtal in Hartenrod. Als ein weiteres größeres Bauwerk auf der Strecke ist der 700 Meter lange Tunnel unterhalb der Aar-Salzböde-Wasserscheide zwischen Hartenrod und Eisemroth zu nennen. Es gab bis in die 1950er Jahre Pläne, die Strecke mit der Scheldetalbahn zu verbinden.
In die beiden Brückenpfeiler beiderseits der Landstraße, die unter dem Endbacher Viadukt verläuft, baute man in den 1950er Jahren Sprengkammern ein. Durch Sprengung der Brücke sollte in der Zeit des „Kalten Krieges“ bei einem militärischen Angriff aus dem Osten ein schneller Vormarsch der gegnerischen Truppen behindert werden. In den Hartenroder Viadukt wurden wegen seiner Lage im Wohngebiet keine Sprengkammern eingebaut.

### 1945: „Raketenzug“

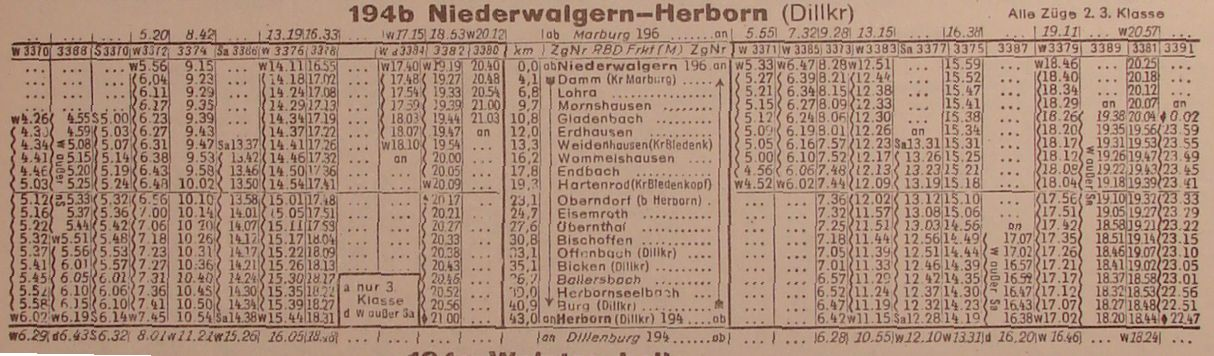
Fahrplan 1944

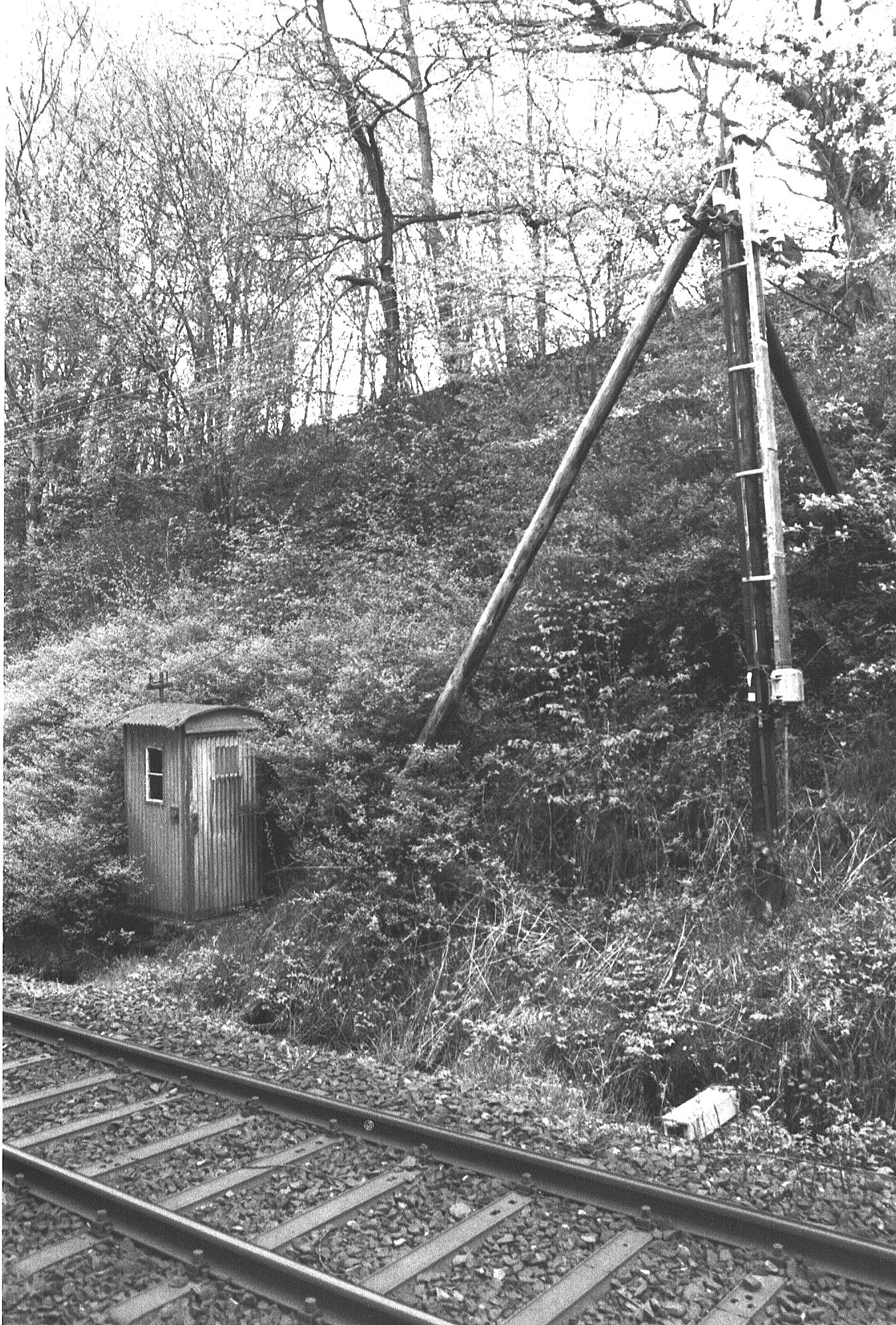
Telegraphenmast mit Fernsprechbude am Tunnel auf der Hartenroder Seite

Am frühen Morgen des 22. März 1945 bog von Driedorf (Westerwald) kommend ein überlanger V2-Eisenbahnbatteriezug einer deutschen Spezialeinheit, des Artillerieregimentes, Heeres Art.Abt.(mot)705, 10.Batterie, der Gruppe Süd-Art.Rgt.(mot.)z.V.901 Abt.Ia, über Herborn in die Aar-Salzböde-Bahn ein. Er war über einen Kilometer lang und wurde von zwei schweren Lokomotiven (Preußische G 8) gezogen, eine weitere befand sich in der Mitte, eine vierte schob von hinten. Bei Bicken wurde er gegen acht Uhr und später bei Bischoffen von amerikanischen Jagdbombern angegriffen und eine Lok beschädigt (Kesseldurchschuss), bei heftiger Gegenwehr durch die mitgeführten Vierlingsflaks. Bei dem Angriff kam der Dorfgendarm ums Leben. Der Zug wurde danach in Bischoffen in zwei Teile geteilt und erreichte spät am Abend den 700 Meter langen Tunnel bei Hartenrod, wo er jedoch hinten und vorne herausragte. Die Bevölkerung musste auf dem Anstieg zum Tunnel, um ein Durchdrehen der Antriebsräder der Loks zu verhindern, Sand auf die Schienen streuen und Buchenscheite für die Feuerung der Loks herbeischaffen; Kohle gab es nicht mehr.
Zwei Tage später wurde der Zug nach Marburg abgefahren. Er sollte weiter über Cölbe nach Westen in Richtung Biedenkopf in eine neue Stellung gebracht werden, wurde nach Norden umgeleitet und am 29. März 1945 im Bahnhof Bromskirchen von einer Vorhut der 3. US-Panzerdivision der 1. US-Armee bei einem Halt gestoppt, als die Loks Wasser tanken wollten. Die unerwartete spektakuläre Kriegsbeute, bestehend aus zehn kompletten V2-Raketen, einschließlich Treibstofftanks, Abschussrampen und Bedienungsinformation wurde nach Antwerpen gefahren und anschließend in die USA verschifft, wo sie beim Aufbau der amerikanischen Raketentechnik einen wesentlichen Anteil hatte.
(Siehe auch: Bromskirchen#Zug mit 10 V2-Raketen)

### Niedergang

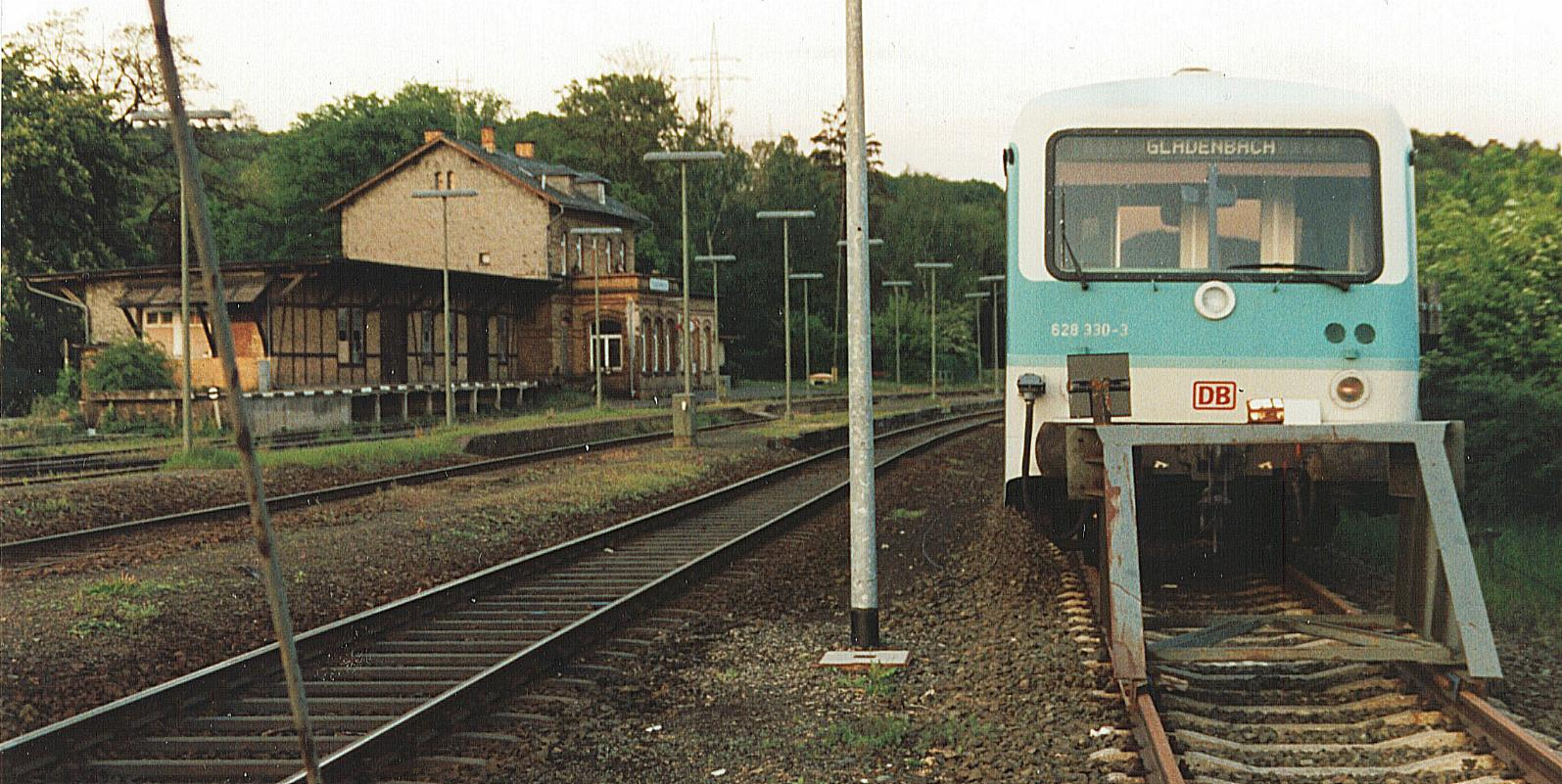
628 330-3 in Gladenbach, Mai 1995

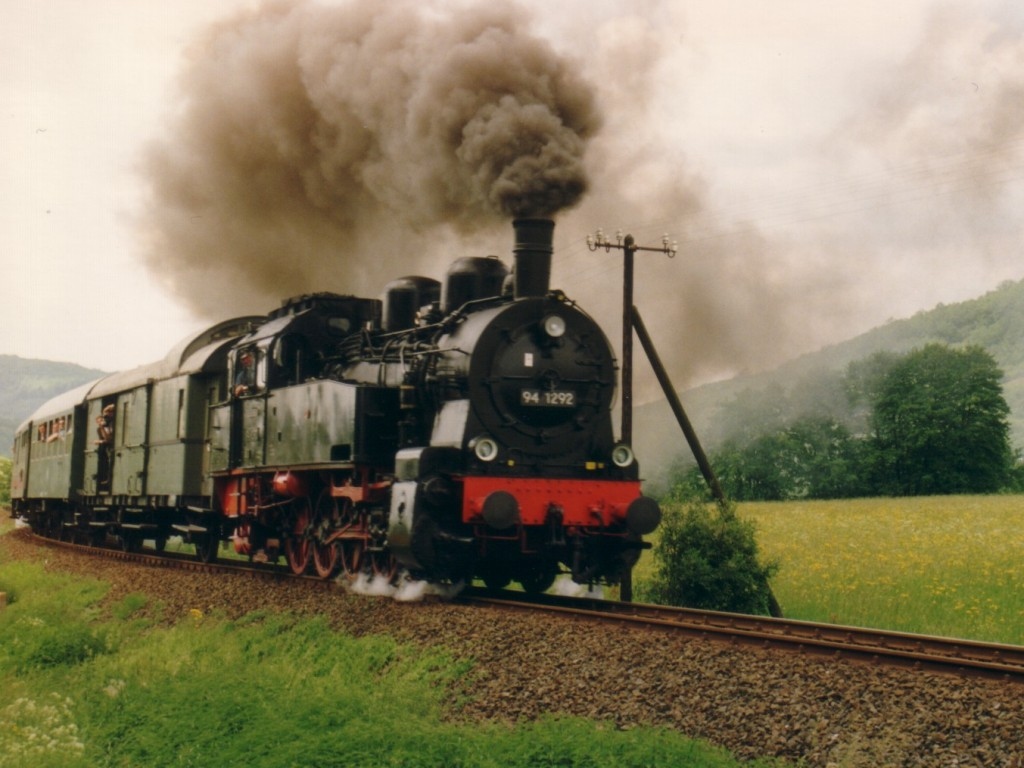
Sonderfahrt mit 94 1292 am 29. Mai 1993

Der Güterverkehr wurde als Erstes eingestellt: am 1. Januar 1992 auf dem Abschnitt Hartenrod–Niederwalgern, am 31. Dezember 1995 zwischen Burg und Hartenrod und ein Jahr später auch zwischen Herborn und Burg, u. a. weil die Burger Hütte als Kunde wegfiel.
Am 27. Mai 1995 wurde der Personenverkehr auf dem Abschnitt Niederwalgern–Hartenrod mit Unterstützung der örtlichen Politiker eingestellt, und am 9. Juni 2001 erfolgte die komplette Einstellung des Personenverkehrs. Neben dem geringen Fahrgastaufkommen war die Strecke stark sanierungsbedürftig, weshalb ein Weiterbetrieb wirtschaftlich nicht sinnvoll erschien. Ein weiterer Aspekt war die Überlegung, die Ortsumgehung Herborn-Burg/Herborn-Seelbach über die Eisenbahntrasse zu führen.
Bereits im Jahr 2003 gab es eine erste, jedoch erfolglose öffentliche Diskussion, den Teilabschnitt Niederwalgern–Hartenrod für den Personennahverkehr zu reaktivieren. Auch eine in den Jahren 2001 bis 2003 bei allen zuständigen Politikern angeregte Umwidmung des Streckenabschnittes Gladenbach–Hartenrod–Bischoffen als Draisinenbahn für touristische Zwecke fand keine Unterstützung.

#### Abbau
Anfang 2006 wurden mehrere Kilometer der Strecke illegal demontiert und zu Schrottverwertungen nach Kassel und Koblenz verbracht. Die Täter beauftragten mit Hilfe gefälschter Aufträge der Deutschen Bahn AG mehrere an der Strecke angesiedelte Unternehmen mit dem Abbau, während die DB ahnungslos war. Der Schaden betrug etwa 200.000 Euro.
Im November 2006 begann die Deutsche Bahn AG damit, die verbliebene Strecke nach und nach abzubauen. Der Beginn der Arbeiten wurde von zahlreichen Anfragen besorgter Bürger begleitet, die wieder illegale Machenschaften vermuteten. Die DB gab jedoch den ehemaligen Anliegergemeinden und der Bundespolizei bekannt, dass diese Arbeiten offiziell seien.

### Mögliche Reaktivierung
Der Regionale Nahverkehrsverband Marburg-Biedenkopf hat Ende Oktober 2018 die Erstellung einer Vorstudie zur Reaktivierung des Abschnitts Niederwalgern–Hartenrod an ein Ingenieurbüro vergeben. Da sich die mögliche Reaktivierung auf den Abschnitt Niederwalgern–Hartenrod beschränkt, wird für die neue Strecke die Bezeichnung Salzbödetalbahn genutzt. Die Untersuchung durch das Büro Ederlog wurde im September 2019 vorgestellt und bescheinigt der im Kreisgebiet des Landkreises Marburg-Biedenkopf liegenden Teilstrecke Niederwalgern–Hartenrod großes Potential: Die Studie geht von einem Fahrgastpotential von ca. 2.200 Fahrgästen pro Tag und einer Mehrverkehrsquote von 97 % aus.
Die Erstellung einer Machbarkeitsstudie mit Nutzen-Kosten-Untersuchung hat der Kreistag am 14. November 2019 beschlossen. Ende April 2024 wurden die Ergebnisse der Machbarkeitsstudie und eine Kosten-Nutzen-Analyse vorgestellt. Nach einer standardisierten Bewertung geht das beauftragte Planungsbüro davon aus, dass eine Reaktivierung der 19,9 Kilometer langen Strecke von Niederwalgern nach Hartenrod „wirtschaftlich sinnvoll“ ist. Das Nutzen-Kosten-Verhältnis liegt bei 1,09. Die reinen Baukosten sollen demnach 43,5 Millionen Euro betragen, davon entfallen 21,9 Millionen auf den Gleisbau. Die Fahrgastprognose wurde gegenüber der Vorstudie leicht auf 2350 Fahrgäste nach oben korrigiert.
Zugrunde liegt ein Stundentakt, der werktags von 5 bis 9 Uhr sowie von 13 bis 19 Uhr zu einem Halbstundentakt verdichten werden soll. Die Züge sollen bis nach Marburg durchfahren, in Niederwalgern soll nach Gießen umgestiegen werden können. Dass die alte Bahnstrecke ab Niederwalgern entwidmet und zum Teil auch unwiederbringlich überbaut ist, erfordert eine neue Planung des Streckenverlaufs, die nach der Eisenbahn-Bau- und Betriebsordnung (EBO) sehr aufwendig und einengend wäre. Deshalb rät die Vorstudie als Alternative zum Anwenden der Straßenbahn-Bau- und Betriebsordnung (BOStrab). Nach dieser wäre die Strecke günstiger zu errichten, unter anderem weil die Nutzung von Bahnübergängen möglich wäre und auch straßenbahnähnliche Fahrzeuge eingesetzt werden könnten. Außerdem können engere Radien gefahren werden und die Trasse darf näher an die Wohnbebauung herankommen. Für den Fahrzeugeinsatz kommen auch batterieelektrische oder mit Wasserstoff angetriebene Wagen infrage. Laut der Machbarkeitsstudie wird die Bahntrasse so nur noch 4,5 Meter breit sein, statt den früheren acht Metern.
Als Haltepunkte und Bahnhöfe sind Niederwalgern West (in Höhe Bahnübergang Bornweg, für das neue Baugebiet), Damm (Reaktivierung), Lohra (in Höhe der Bushaltestelle „Neue Mitte“), Mornshausen a. S. (Reaktivierung), Gladenbach (Reaktivierung), Erdhausen (Reaktivierung), Weidenhausen (in Höhe der Straße „Hartenmühle“), Bad Endbach (Reaktivierung), Bad Endbach Therme (an der Straße „Am öden Berg“, um die Lahn-Dill-Bergland-Therme, die Supermärkte und das Sportzentrum zu erschließen) und Hartenrod (Endstation, kurz vor dem Viadukt am Schulzentrum) vorgesehen. Kreuzungsstationen mit Weichen werden laut Studie in Niederwalgern, Gladenbach und Hartenrod benötigt. Hinzu kommen 14 Bahnübergänge mit Halbschranken oder Lichtzeichen und 19 nicht technisch gesicherte Bahnübergänge. Die sieben Brücken seien laut Planern in einem sehr guten Zustand. Zwei Straßenüberführungen und ein neuer Tunnel unter der B255 an der Aurorahütte in Erdhausen sind erforderlich.
In Lohra muss die Strecke leicht verändert trassiert werden. Hier soll sie soll hinter dem Wirtschafts- und Radweg parallel zur Gladenbacher Straße verlaufen und etwa an der Feuerwache vorbeiführen. In Gladenbach soll wegen der dezentralen Lage des Haltepunkts eine Anbindung an das Bussystem und die Errichtung einer Park-and-Ride-Anlage ermöglicht werden. Bis Anfang 2025 soll über das weiter Vorgehen entschieden werden, um möglichst alle Beteiligten mit einzubeziehen. Die Studie geht von einer Planungszeit von zwölf Jahren aus.

## Verkehr
Grund für den teils aufwändigen Bau der Strecke war eine bessere Anbindung der Montanindustrie im Lahn-Dill-Gebiet, insbesondere der im Salzbödetal. Erze, Roheisen, Koks und Kohle sollten kostengünstiger angeliefert und umgekehrt die Produkte der Gießereien versandt werden können. Mit dem Niedergang dieser Industrie fielen auch wichtige Güterkunden weg.
Der Personenverkehr war eher mäßig. Lange Zeit bestand er aus etwa fünf Zugpaaren täglich über die ganze Strecke, dazu einige Zugpaare, die nur über Teilstrecken verkehrten. Die letzten Jahre fand hauptsächlich Schülerverkehr statt. Ab dem 31. Mai 1981 (dem Beginn des Sommerfahrplans in diesem Jahr) wurde eine Betriebsruhe an Samstagen ab 13.30 Uhr und an Sonntagen eingeführt, die bis auf geringfügige Anpassungen der Uhrzeiten am Samstag auch bis zur Einstellung des Betriebs auf der Strecke beibehalten wurde. 1994 wurde die Anzahl der Fahrten noch einmal aufgestockt, nun verkehrten montags bis freitags an Werktagen neun Zugpaare über die gesamte Strecke, nur noch zwei bzw. drei Züge fuhren von Niederwalgern bzw. Herborn aus bis Hartenrod. Jeweils zwei Zugfahrten je Werktag endeten aus Richtung Herborn in Gladenbach, von wo aus sei jeweils am nächsten Werktag die beiden Frühzüge in der Gegenrichtung bildeten. In diese Fahrplanperiode fallen auch erste Bemühungen, den Fahrplan zu vertakten: So wiesen mehrere Züge in Herborn Abfahrtszeiten zu den Minuten 35 (zwei Züge), 36 (zwei Züge) bzw. 37 (vier Züge) auf, wohingegen sich dies am anderen Streckenende mit den Abfahrtszeiten in Niederwalgern offensichtlich nicht vergleichbar harmonisieren ließ, erst ab Hartenrod findet man dann nach abzuwartenden Zugkreuzungen mehrere Züge mit Abfahrtszeiten zu den Minuten 37 (zwei Züge) bzw. 42 (vier Züge).
Nach der Einstellung des Personenverkehrs zwischen Niederwalgern und Hartenrod konnte 1995 zwischen Hartenrod und Herborn montags bis freitags ein Stundentakt (mit einer Pause eines Zugpaares am Vormittag) eingeführt werden, für den zwei Zuggarnituren benötigt wurden, die jeweils in Bischoffen kreuzten. Dadurch wurde die Anzahl der Zugfahrten auf 14 aufgestockt. An Samstagen wurde zwischen 6.40 Uhr (Abfahrt Hartenrod) und 15.22 Uhr (Ankunft ebenda) ein Zweistundentakt mit einer Zuggarnitur realisiert, wofür keine Zugkreuzungen eingeplant werden mussten (vier Zugpaare). Zum Einsatz kamen hierfür überwiegend Triebwagen der Baureihe 628; zuvor waren es wie auf vielen Nebenstrecken Schienenbusse, aber auch lokomotivbespannte Züge mit modernisierten Nahverkehrswagen ''Silberlinge''.
Eine Besonderheit war, dass einige Züge bis Dillenburg durchgebunden waren. Eine werktägliche Zugverbindung (Zugpaar W3370/W3373) hatte spätestens seit den 1930er Jahren den Bahnhof Sinn als Ziel. In den 1970er Jahren wurde der Zuglauf aus Richtung Gladenbach über Herborn zunächst bis Bahnhof Wetzlar (z. B. im Kursbuch Winter 1971/72), später bis Bahnhof Gießen verlängert (z. B. im Kursbuch Winter 1976/77, Zugnummer 7252/57). Am anderen Streckenende war bis zu dieser Zeit nach den Kursbuchangaben höchstens ein Zugpaar bis Marburg durchgebunden, allerdings wurde diese Anzahl ab dem Sommerfahrplan 1978 auf drei erhöht.

### Betriebsstellen
| Bahnhof bzw. Haltepunkt      | Gemeinde    | Bahnsteig- gleise | Strecken- Kilometer | Anmerkung |
| ---------------------------- | ----------- | ----------------- | ------------------- | --- |
| Niederwalgern                | Weimar      | 3 (ehem. 5)       | 0,0                 | Keilbahnhof, Umsteigeknoten in Richtung Frankfurt am Main, Kassel, …                                                  |
| Damm (Kr. Marburg)           | Lohra       | 1                 | 4,1                 | Haltepunkt Damm, im Volksmund auch „Lager Damm“ genannt, mittig zwischen Damm und Stedebach gelegen, 1978 aufgelassen |
| Damm Dorf                    | Lohra       | 1                 | 5,1                 | seit 1955, Haltepunkt                                                                                                 |
| Lohra                        | Lohra       | 1 (ehem. 2)       | 6,8                 | Haltestelle, ehemals Bahnhof                                                                                          |
| Mornshausen                  | Gladenbach  | 1                 | 9,8                 | Haltepunkt, 1992 saniert                                                                                              |
| Gladenbach                   | Gladenbach  | 2 (ehem. 3)       | 10,8                | Größter und wichtigster Bahnhof der Strecke, diente als Lokbahnhof für Wartungsarbeiten etc.                          |
| Erdhausen                    | Gladenbach  | 1                 | 12,0                | Haltepunkt |
| Weidenhausen (Kr Biedenkopf) | Gladenbach  | 1 (ehem. 2)       | 13,3                | zuletzt Haltepunkt, 1894 bis 1901 Endpunkt, bis 1971 Bahnhof, dann Haltestelle                                        |
| Wommelshausen                | Bad Endbach | 1                 | 16,2                | Haltepunkt, im Ortsteil Hütte gelegen, ehemals Haltestelle mit Ladegleis                                              |
| Bad Endbach                  | Bad Endbach | 1                 | 17,8                | Haltepunkt, bis Winterfahrplan 1981/82 (also 30. Mai 1981) ohne Zusatz Bad                                            |
| Hartenrod                    | Bad Endbach | 2 (ehem. 3)       | 19,3                | Bahnhof, von 1995 bis 2001 Endpunkt, betrieblicher Mittelpunkt im Personenverkehr                                     |
| Oberndorf                    | Siegbach    | 1                 | 23,1                | Haltepunkt bis 1978                                                                                                   |
| Eisemroth                    | Siegbach    | 1 (ehem. 2)       | 24,7                | Haltepunkt, ehemals Bahnhof, bis mindestens 1988 wurde hier in der Mittagszeit ein Zug in Richtung Herborn eingesetzt |
| Übernthal                    | Siegbach    | 1                 | 27,6                | Haltepunkt, ehemals Haltestelle mit Ladegleis                                                                         |
| Bischoffen                   | Bischoffen  | 2                 | 30,8                | Bahnhof, bis zuletzt fanden hier regelmäßige Zugkreuzungen statt                                                      |
| Offenbach                    | Mittenaar   | 1                 | 33,1                | Haltepunkt, ehemals Haltestelle mit Ladegleis                                                                         |
| Bicken                       | Mittenaar   | 1                 | 35,1                | Haltepunkt, ehemals Haltestelle mit Ladegleis                                                                         |
| Ballersbach                  | Mittenaar   | 1                 | 36,7                | Haltepunkt, ehemals Haltestelle mit Ladegleis                                                                         |
| Herbornseelbach              | Herborn     | 1 (ehem. 2)       | 39,0                | Haltepunkt, ehemals Bahnhof                                                                                           |
| Burg (Dillkr.)               | Herborn     | 1 (ehem. 2)       | 40,9                | Haltepunkt, ehemals Bahnhof                                                                                           |
| Herborn                      | Herborn     | 3 (ehem. 5)       | 43,0                | Anschlussbahnhof, Umsteigeknoten in Richtung Siegen, Gießen, …                                                        |